# Serra d’Ivrea

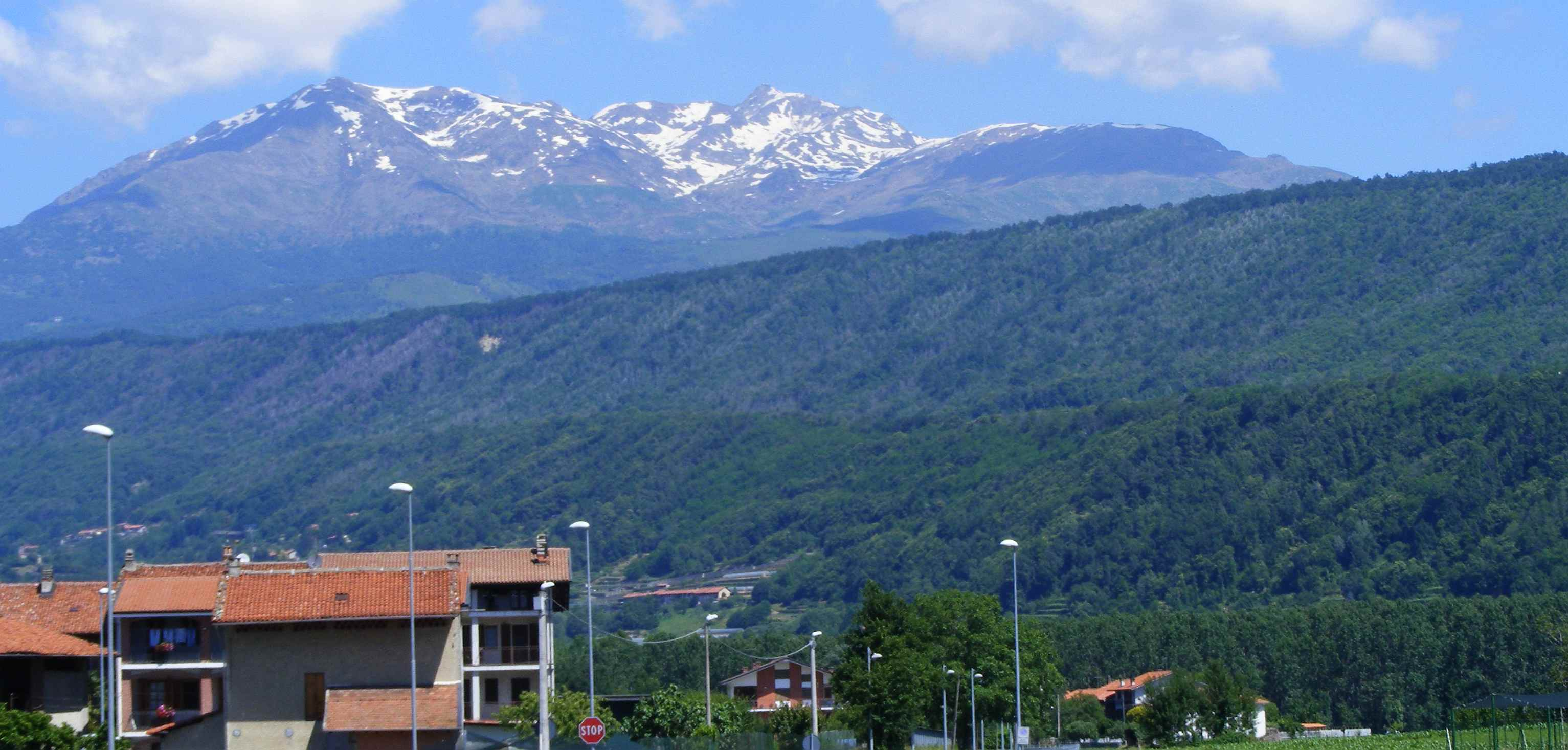
Moränenhügel der Serra d’Ivrea am Fuß der Alpen

Die Serra d’Ivrea (italienisch auch Serra morenica di Ivrea) ist eine während des Eiszeitalters entstandene Hügellandschaft bei Ivrea im Canavese im nördlichen Piemont. Sie liegt in der Metropolitanstadt Turin und teilweise in der Provinz Biella.
Die Serra bildet die vorderste linke Flanke der eiszeitlichen Seitenmoränenzone des damaligen Dora Baltea-Gletschers. Mit einer Länge von etwa 20 Kilometern, einer Höhe von bis zu 600 m und einer Fläche von mehr als 4000 ha ist es die größte Moränenformation Europas. Zusammen mit den zeitlich entsprechenden Endmoränen südlich von Ivrea und den rechtsseitigen Gletschermoränen im Westen, bei Bairo und Agliè, bildet sie das Anfiteatro morenico di Ivrea, ein weites glaziales Wallsystem südlich der Alpen am Rand der Poebene.
Der Moränenzug beginnt am Berghang des Colma di Mombarone am Ausgang des Aostatals und läuft in südlicher Richtung bis zur Landschaft am See Lago di Viverone. Die Abfolge mehrerer Vergletscherungsperioden seit der Mindel-Kaltzeit bildet sich in den hintereinander gestaffelten Moränenzügen ab.
In der Hügellandschaft liegen mehrere Seen, unter anderem der Lago di Viverone, der Bertignanosee und der Pistonosee. Gegen Westen entwässern mehrere Bäche die Landschaft zur Dora Baltea und gegen Osten in der Provinz Biella zum Elvo, einem Nebenfluss des Cervo.
Über den Bergkamm der Serra führt ein Wanderweg.